# Charles Muller (Religionswissenschaftler)
Albert Charles Muller (* 1953 in Long Island, New York) ist Professor an der Graduate School of Humanities and Sociology, Faculty of Letters, an der Universität Tokyo (東京大学, Tōkyō daigaku). Er ist besonders bekannt für seine Übersetzungen buddhistischer, daoistischer und konfuzianistischer Literatur aus Ostasien ins Englische.
Muller studierte Literaturwissenschaften, ostasiatische Religionen und Koreanistik am State University of New York at Stony Brook. Seine Doktorarbeit über die Literatur verschiedener Länder und Theorien der Literaturkritik zum Erwerb eines Ph. D. in vergleichender Literaturwissenschaft wurde dort 1993 angenommen.
Von 1994 bis 1997 arbeitete er als Assistenzprofessor an der japanischen Tōyō-Gakuen-Universität (東洋学園大学, Tōyō gakuen daigaku), von 1997 bis 2008 als ordentlicher Professor. Im Jahr 2008 wechselte er an die Universität Tokio.
Mullers Forschungsschwerpunkte sind allgemeine Religionswissenschaft, chinesische Philosophie, indische Philosophie, Buddhismuskunde und hierbei insbesondere der koreanische Buddhismus. Sehr intensiv hat er die Schriften des koreanischen Mönchsgelehrten Wonhyo (元曉, 617–686) erforscht und davon ausgehend die in Ostasien verbreitete Variante der buddhistischen Philosophie des Yogācāra.
Besonders herausragend sind Mullers Initiativen und Beiträge zu zahlreichen Digitalisierungsprojekten im Bereich des ostasiatischen Buddhismus, darunter das inzwischen berühmte, im Jahr 1986 begonnene Digital Dictionary of Buddhism, ein fortlaufendes Lexikon zu zahlreichen Begriffen des Buddhismus. Außerdem ist Muller Gründer von und Redakteur beim Informations-Netzwerk für Buddhismuskundler Buddhist Scholars Information Network, das 2001 unter dem Namen H-Buddhism Teil von H-Net wurde.

## Bibliographie
(nur englischsprachige Bücher)
- The Sutra of Perfect Enlightenment: Korean Buddhism's Guide to Meditation. SUNY Press, 1999. ISBN 0-7914-4102-4.
- Patterns of Religion [Ko-Autor]. Wadsworth Pub., 1999. ISBN 0-534-50649-6.
- Tao Te Ching. Übersetzt von A. Charles Muller mit einer Einführung von Yi-Ping Ong. Barnes and Noble, 2005. ISBN 1-59308-256-8.
- A Korean Contribution to the Zen Canon: The Oga Hae Seorui (Commentaries of Five Masters on the Diamond Sūtra). Oxford University Press, 2005.
- Living Yogācāra: An Introduction to Consciousness-only Buddhism. Von Tagawa Shun’ei, übersetzt mit einer Einführung von A. Charles Muller. Wisdom Publications, 2009.
- Wonhyo’s Philosophy of Mind. Herausgegeben mit Cuong T. Nguyen. University of Hawai'i Press, 2011.